# Украинская народная сказка

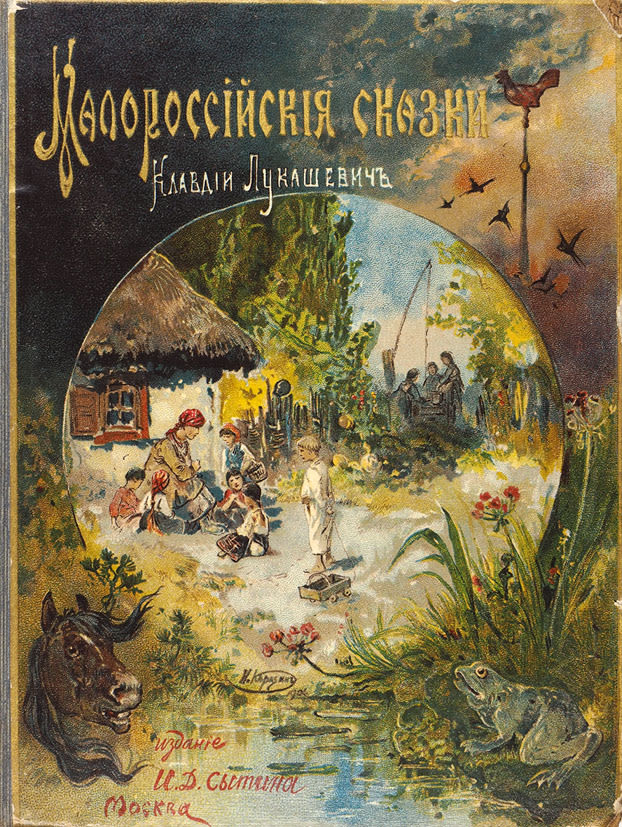
«Малороссийские сказки», сост. Клавдия Лукашевич, 1909

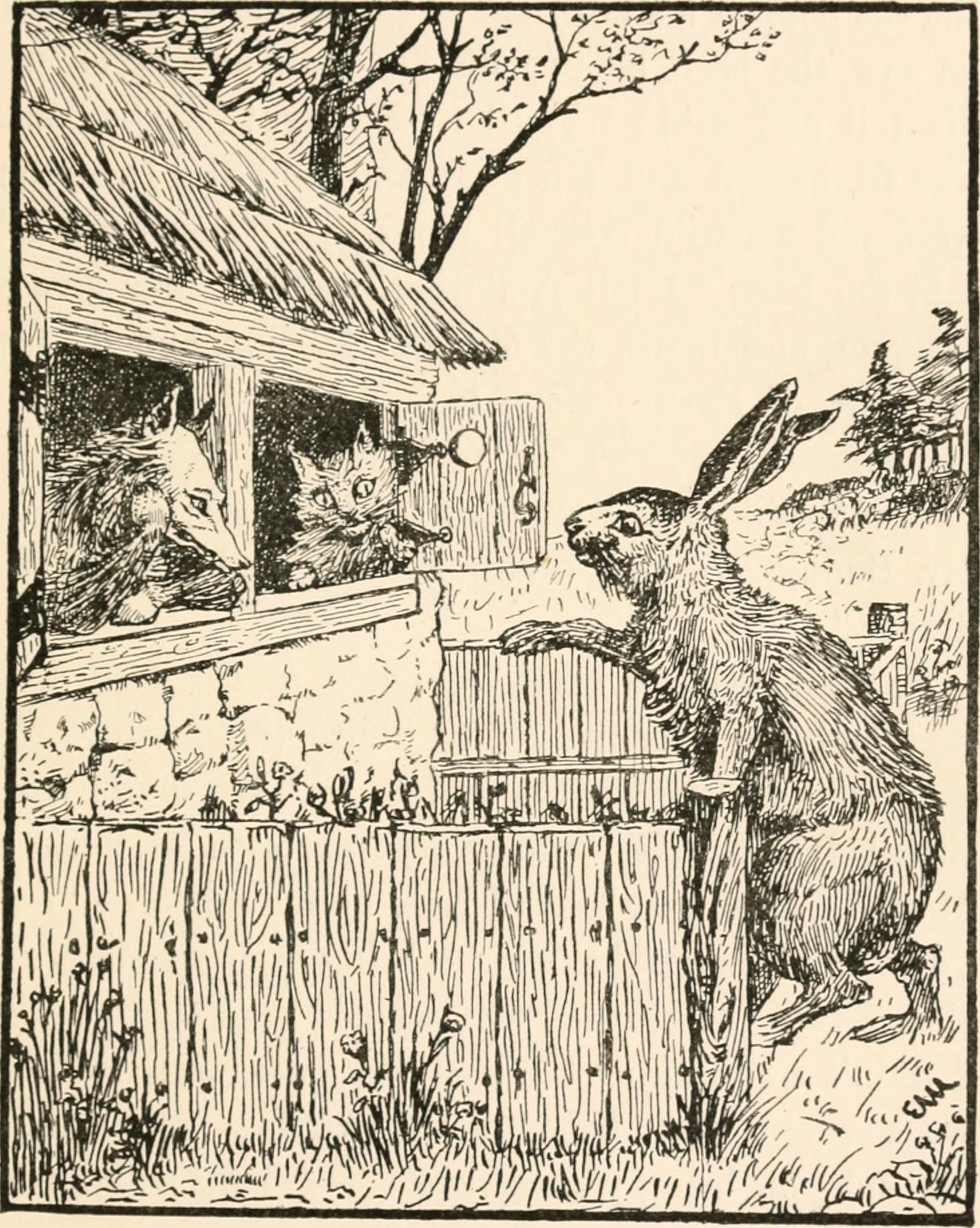
Персонажи сказки из собрания казацких сказок (1894)

Украинская народная сказка — жанр украинского фольклора, представленный произведениями волшебного, авантюрного или бытового характера устного происхождения с установкой на выдумку, рассказываемые с развлекательной или дидактической целью. В украинских сказках отражены верования и ценности украинского народа. Украинские народные сказки лежат в основе большинства литературных украинских сказок.

## Особенности
Украинские сказки формировались на основе славянской мифологии, очень сходной для многих славянских народов. В украинских сказках образно соединелись языческие и христианские представления и верования. Украинские сказки отражают архаичные представления и взгляды на мир, природу и человека. Это выражается в наделении человеческими свойствами «нечистой силы»: чёрта, водяного, русалки и других. Заметное место в сказках занимают заговорённые приметы и колдовство. Наблюдается обилие сюжетов о живых мертвецах и упырях. Одним из самых популярных персонажей украинского фольклора является ведьма. Украинские сказки передают мифологические представления украинцев: вещих птиц и зверей, колдовские силы, героев, сражающихся за правду, борьбу добра и зла и т. д. В древних сказках правда в добре, в более поздних правда связана с христианским Богом. В украинских сказках правдивый — терпелив, любит труд, готов помочь, отдать последнее тем, кто находится в беде. Украинская сказка всегда на стороне нравственной правды.

## История публикаций и изучения

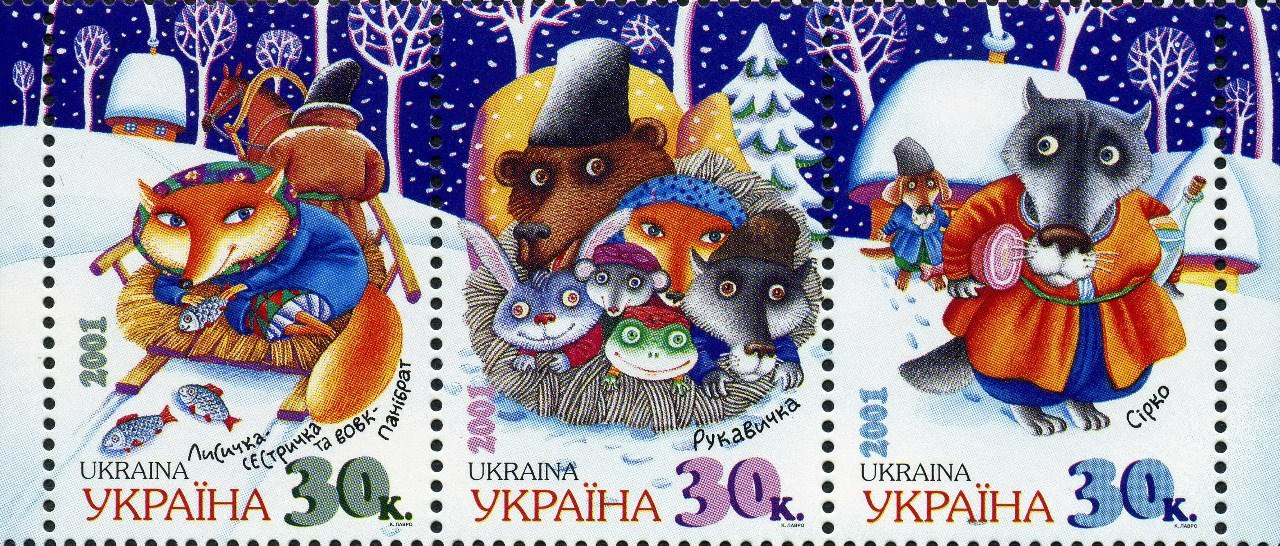
Сцепка почтовых марок Украины из серии «Украинские народные сказки»: «Лисичка-сестричка и Волк-панибрат», «Рукавичка», «Сирко», 2001

Интерес к украинскому фольклору возник в первой половине XIX века и стал результатом проявления романтических тенденций. В 1819 году выходит сборник «Опыт собирания старинных малороссийских песен» Н. А. Цертелева, а в 1827 и 1834 годах появляются соответственно «Малороссийские песни» и «Украинские народные песни» М. А. Максимовича. В дальнейшем сборники издаются М. Максимовичем и И. И. Срезневским.
Украинская фольклористика успешно развивалась в 1860—1870-е годы. В это время были выпущены почти все самые известные собрания украинских сказок и преданий. В 1869 году выходит одно из самых известных собраний украинских сказок «Народные южно-русские сказки».
Украинские сказки, как и сказки многих народов, делятся на три большие группы: волшебные, бытовые и сказки о животных.